# ダニエル・プラッツマン
ダニエル・ジェームズ・プラッツマン（Daniel James Platzman、1986年9月28日 - ）は、アメリカ合衆国のミュージシャンである。イマジン・ドラゴンズのドラマーとして知られる。
2024年にバンドを脱退。

## 来歴
バークリー音楽大学に通い、映画音楽の学位を取得した。バークリーにいる間、プラッツマンはバークリーコンサートジャズオーケストラ、アーバンアウトリーチジャズオーケストラ、バークリーレインボービッグバンドで演奏し、優れた音楽家としてのヴィックファース賞と映画音楽のマイケルレンディッシュ賞を受賞した。また、イマジン・ドラゴンズのバンドメイトであるウェイン・サーモンとベン・マッキーとのギター演奏アンサンブルで演奏した。